# Loja (Spanyolország)
Loja egy község Spanyolországban, Granada tartományban. Loja Algarinejo, Alhama de Granada, Salar, Zafarraya, Alfarnate, Villanueva del Trabuco, Archidona, Villanueva de Tapia, Iznájar, Zagra, Montefrío, Villanueva Mesía és Huétor-Tájar községekkel határos. Lakosainak száma 20 846 fő (2024).

## Népesség
A település népessége az elmúlt években az alábbi módon változott:
| Lakosok száma | 19 990 | 20 707 | 21 196 | 21 574 | 21 618 | 21 136 | 20 641 | 20 342 | 20 465 | 20 846 |
|               | 2001   | 2004   | 2006   | 2009   | 2011   | 2014   | 2016   | 2019   | 2021   | 2024   |